# The Bourne Legacy
The Bourne Legacy är en amerikansk spionfilm från 2012. Det är den fjärde filmen i succéserien kring Jason Bourne, dock utan att denne karaktär själv framträder i denna film. Han nämns endast vid namn samt syns på några foton. Tony Gilroy regisserade och skrev manuset.
Filmen hade biopremiär i Sverige den 29 augusti 2012, utgiven av United International Pictures.

## Rollista (i urval)
- Jeremy Renner – Aaron Cross
- Rachel Weisz – Marta
- Edward Norton – Byer
- Joan Allen – Pamela Landy
- Albert Finney – Dr. Albert Hirsch
- Scott Glenn – Ezra Kramer
- Stacy Keach – Turso
- Oscar Isaac – Outcome #3